# Cour de vice-amirauté du Bas-Canada
La Cour de vice-amirauté du Bas-Canada est un tribunal historique du Bas-Canada qui s'occupe du droit maritime. 

## Histoire
Les tribunaux de vice-amirauté proviennent du droit anglais. En vertu d'une commission datée du 17 mars 1764, le gouverneur James Murray est investi de tous les pouvoirs de juge de vice-amirauté.
En 1832, une loi impériale britannique établit les règles de pratique de toutes les cours de vice-amirauté.
Il existait un tribunal similaire en Nouvelle-Écosse (cf. en:vice admiralty court).
La Vice-Admiralty Courts Act de 1863 vient définir les compétences des juges de vice-amirauté et légitimer la pratique antérieure de nomination. 
Après la Confédération, la Cour de vice-amirauté provinciale continue d'exister, comme l'indiquent certaines décisions du Comité judiciaire du Conseil privé. 
La Cour de vice-amirauté continue d'exister jusqu'en 1891, année où la Cour de l'Échiquier est établie au Canada.

## Contexte constitutionnel
Dans le Bas-Canada puis le Canada-Est d'avant 1867, il n'y a pas de régime de partage des compétences au sens de la Loi constitutionnelle de 1867, donc les colonies britanniques de l'époque pouvaient avoir une compétence dans des matières constitutionnelles qui sont actuellement de droit fédéral, comme le droit maritime, le divorce, les banques et le service postal. 
Le Code civil du Bas-Canada, adopté en 1866, contient plusieurs règles de droit maritime. Il est adopté une année avant la Loi constitutionnelle de 1867. Il codifie donc le droit colonial tel qu'il existait avant la création de l'État fédéral canadien.

## Perte de compétence provinciale en droit maritime
Jusque vers 1985, plusieurs experts juridiques pensent que le droit maritime relève en partie du droit fédéral et en partie du droit provincial,.
Le Code civil du Québec de 1994 reprend plusieurs des règles du Code civil du Bas-Canada en matière de droit maritime.
La situation change toutefois avec l'arrêt Terminal Operators c. Miida Electronics de 1986, où la Cour suprême juge que le tribunal compétent en matière de droit maritime est la Cour fédérale. 
Depuis cette décision, les experts québécois sont divisés quant à savoir s'il subsisterait une compétence provinciale limitée pour les déplacements locaux de petites embarcations sur le fleuve St-Laurent, ou si le droit maritime québécois prévu au Code civil est inconstitutionnel dans son ensemble.